# Афак
Афак (араб. عفك‎) — город в Ираке, расположен в мухавазе Кадисии.

## Географическое положение
Центр города располагается на высоте 14 метров над уровнем моря.

## Демография
Население города по годам:
| 1965  | 2014   |
| ----- | ------ |
| 5 275 | 75 000 |